# Linia kolejowa nr 236
Linia kolejowa nr 236 – drugorzędna, jednotorowa, niezelektryfikowana linia kolejowa łącząca stację Wągrowiec ze stacją Bzowo Goraj.
W związku z planowanym remontem linii kolejowej nr 356 z Poznania do Wągrowca, 29 grudnia 2010 roku został zakończony remont 17 km fragmentu linii 236 na odcinku Wągrowiec – Rogoźno Wielkopolskie. Od 1 czerwca 2011 uruchomiono przewozy pasażerskie na tym odcinku – umożliwiało to mieszkańcom Wągrowca i Gołańczy dojazd pociągiem do Poznania przez Rogoźno Wielkopolskie. Wraz z 1 marca 2012 roku połączenie Wągrowiec – Rogoźno zostało zawieszone. W związku z remontem linii kolejowej nr 3 i objazdami pociągów pasażerskich na odcinku Inowrocław Rąbinek - Dziarnowo podniesiono prędkość dla pociągów pasażerskich i szynobusów z 60 do 100 km/h.